# Bola de Drac Z: En Son Gohan i en Trunks
Bola de Drac Z: En Son Gohan i en Trunks (japonès: ドラゴンボールZ 絶望への反抗!!残された超戦士・悴ンボールZ 絶望への反抗!!, Doragon Bōru Zetto Zetsubō e no Hankō!! Nokosareta Chō-Senshi • Gohan to Torankusu) és un anime especial de televisió basat en el manga Bola de Drac d'Akira Toriyama. Emès originalment al Japó el 24 de febrer de 1993, entre els episodis 175 i 176. La història narra el futur post-apocalíptic on en Goku mor a causa del virus del cor i un adolescent Trunks intenta derrotar els Androides 17 i 18, humans biològicament millorats que originalment estaven programats per assassinar en Goku i els seus aliats. Ha estat doblat al català.

## Sinopsi
Quan en Goku mor d'un virus mortal, sembla la fi del món. Però la mort del gran super guerrer resulta merament un presagi de les tragèdies horribles que estan pel camí! Quan dos Androids apareixen i comencen destruint les grans ciutats de la Terra, el planeta s'enfonsa a la foscor i els habitants viuen en temor.

## Recepció
A Anime News Network, Chris Shepard, va declarar: "És interessant... en Son Gohan i en Trunks són personatges comprensibles amb els quals vaig poder entrar i simpatitzar durant les seves batalles, però també vaig sentir una bona comprensió dels esdeveniments de la televisió. La sèrie és recomanable". També va considerar que les seqüències d'acció eren excepcionals i no "s'exageraven". Va expressar una certa decepció pel doblatge en anglès, ja que la història sonava "completament aliena" als subtítols japonesos. Per a la seva nota final va assenyalar "El doblatge no conté la música original... no és fidel a l'original", però es va mostrar satisfet en general.
John Sinnott de DVDTalk va elogiar l'especial de televisió, veient-lo separat dels altres capítols de Bola de Drac. Creia que això era un atribut positiu. Pel que fa a l'estrena en Blu-ray de la pel·lícula, va quedar menys impressionat amb el color i la relació d'aspecte, citant-los com a poc "emocionants". No obstant això, va expressar la seva alegria perquè Funimation deixés la banda sonora original japonesa i els doblatges de veu anglesa, descrivint-los com "envoltants". Per als fanàtics de Bola de Drac va recomanar veure l'episodi, ja que "va funcionar molt millor que la mitjana de les pel·lícules, ja que segueixen la continuïtat de DBZ i amplien la història mentre omplen els detalls". Igual que Shepard, la revisió de Sinnott va aconsellar a aquells que no coneguin la franquícia Bola de Drac que evitessin l'episodi, però que els fans el gaudiran. En conclusió, va sentir que la pel·lícula era agradable en el millor dels casos.